# Publi Servili Prisc Estructe (cònsol 495 aC)
Publi Servili Prisc Estructe (en llatí: Publius Servilius Priscus Structus) va ser un magistrat romà. Formava part de la gens Servília, i era de la família dels Servili Prisc d'origen patrici. Usava el nom d'Estructe (structus, que posa ordre). Va ser pare de Gai Servili Estructe Ahala, cònsol el 478 aC i de Espuri Servili Prisc Estructe, cònsol el 476 aC.
Va obtenir el consolat l'any 495 aC amb Api Claudi Sabí Regil·lensis. En aquest any va morir el darrer rei de Roma, Tarquini el Superb. També en aquest any es va dedicar el temple de Mercuri i es va enviar un cos de colons addicionals a la colònia de Sígnia fundada per Tarquini.
Els cònsols van fer la guerra contra els volscs i els van conquerir la ciutat de Suèssia Pomètia. Prisc després va derrotar els sabins i els auruncs.
En la lluita entre patricis i plebeus per la qüestió dels deutes, Prisc va tendir a afavorir els plebeus, però com que no podia fer res sense comptar amb el seu col·lega, finalment es va enemistar amb patricis i plebeus, uns perquè consideraven que els traïa i els altres perquè consideraven que no feia res.